# Aspidifrontia hemileuca
Aspidifrontia hemileuca är en fjärilsart som beskrevs av George Francis Hampson 1909. Aspidifrontia hemileuca ingår i släktet Aspidifrontia och familjen nattflyn. Inga underarter finns listade i Catalogue of Life.